# Kleiner Julikäfer
Der Kleine Julikäfer (Anomala dubia) ist ein Käfer aus der Familie der Blatthornkäfer (Scarabaeidae). Die Art wird auch als Metallischer Julikäfer bezeichnet.

## Merkmale
Die Käfer erreichen eine Länge von 12 bis 15 Millimetern und eine ovale, gedrungene Form. Die Färbung variiert stark. Meist sind Kopf, Halsschild und Schildchen metallisch grün und die Flügeldecken hell bräunlich. Regional überwiegen bestimmte Färbungen.
Wie bei allen Käfern der Unterfamilie haben bei den Julikäfern alle Beine fünfgliedrige Tarsen, wobei das letzte Tarsenglied zwei ungleich ausgebildete Krallen besitzt. Die äußere Kralle ist länger als die innere. In der Gattung Anomala ist bei beiden Geschlechtern die größere Kralle der vorderen vier Beine gespalten (Abb 4), bei den Hinterbeinen ist sie nicht gespalten. Die Vorderschienen haben gewöhnlich zwei Außenzähne. Der bewegliche Dorn auf der Innenseite der Vorderschiene liegt hinter der Einlenkung der Tarsen. 
Die Fühler sind neungliedrig, die letzten drei Glieder bilden einen dunkel gefärbten Fächer, der nur mit wenigen Haaren besetzt ist und deswegen glänzt (Abb 5). Der Halsschild verengt sich an der Basis nicht, auf der Vorderseite ist er durch einen häutigen Randsaum begrenzt (in Abb 3 gelblich). Die Halsschildbasis ist völlig ungerandet, während bei der verwandten und etwas größeren Art Anomala vitis die Halsschildbasis nur in der Mitte ungerandet ist. 
Auch die Flügeldecken haben einen häutigen Saum, der hauptsächlich am Hinterrand deutlich ausgebildet ist. Die Flügeldecken sind wie die gesamte Körperoberseite kahl, was den Julikäfer von dem ähnlichen Gartenlaubkäfer unterscheidet. Die Flügeldecken sind durch Punktstreifen gestreift, die Rippen bilden. Diese sind etwas kräftiger ausgebildet als bei A. vitis.

### Synonyme
- Anomala aenea de Geer, 1774[2][3]
- Anomala julii Fabricius, 1792[2]

### Ähnliche Arten
- Gartenlaubkäfer (Phyllopertha horticola)
- Japankäfer (Popillia japonica)

## Vorkommen
Das Verbreitungsgebiet reicht von Süditalien bis Südnorwegen, Mittelschweden und Mittelfinnland. In England und Schottland wird die Art nur lokal angetroffen. Die Käfer besiedeln Sand- und Lehmböden, wo u. a Weiden, Birken, Pappeln, Ulmen und Haselsträucher wachsen.

## Lebensweise
Die Larven leben im Boden und ernähren sich u. a. von den Wurzeln verschiedener Gräser. Sie brauchen für ihre Entwicklung zwei Jahre. Die Käfer ernähren sich vor allem von Weidenblättern. Sie fliegen von Mai bis August an sonnigen Tagen sowie in den Abendstunden.

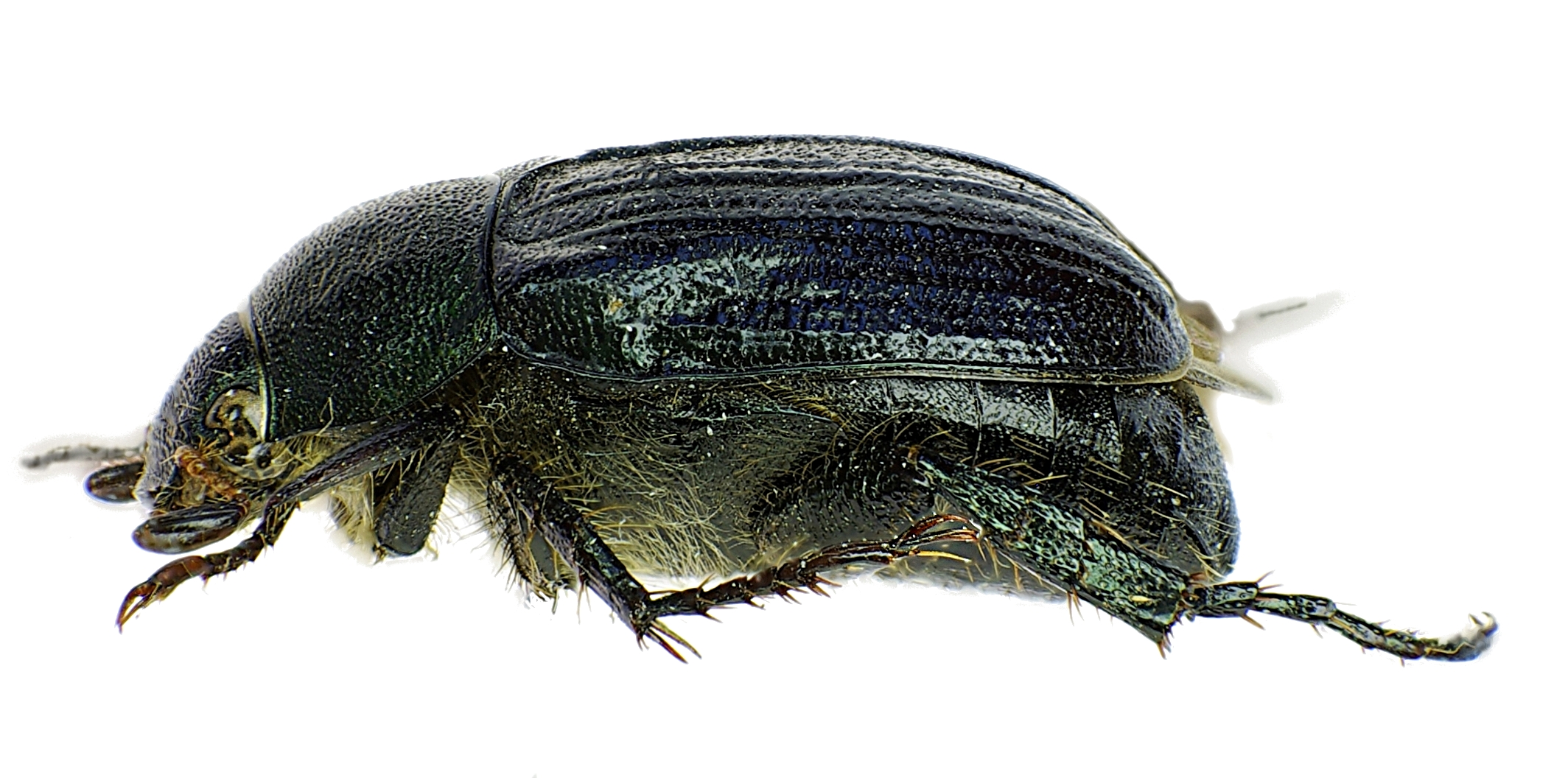
Abb. 1: Seitenansicht
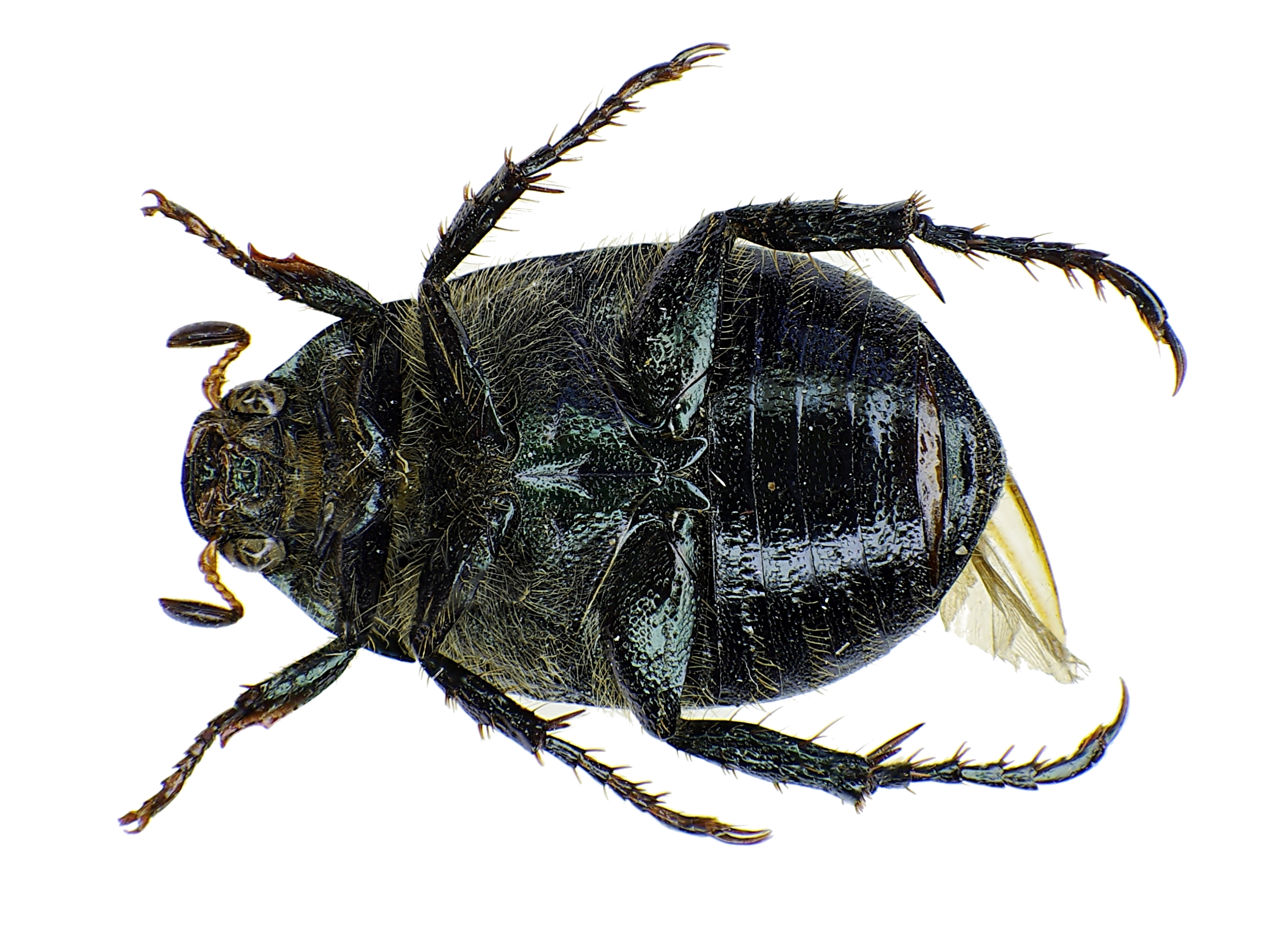
Abb. 2: Unterseite
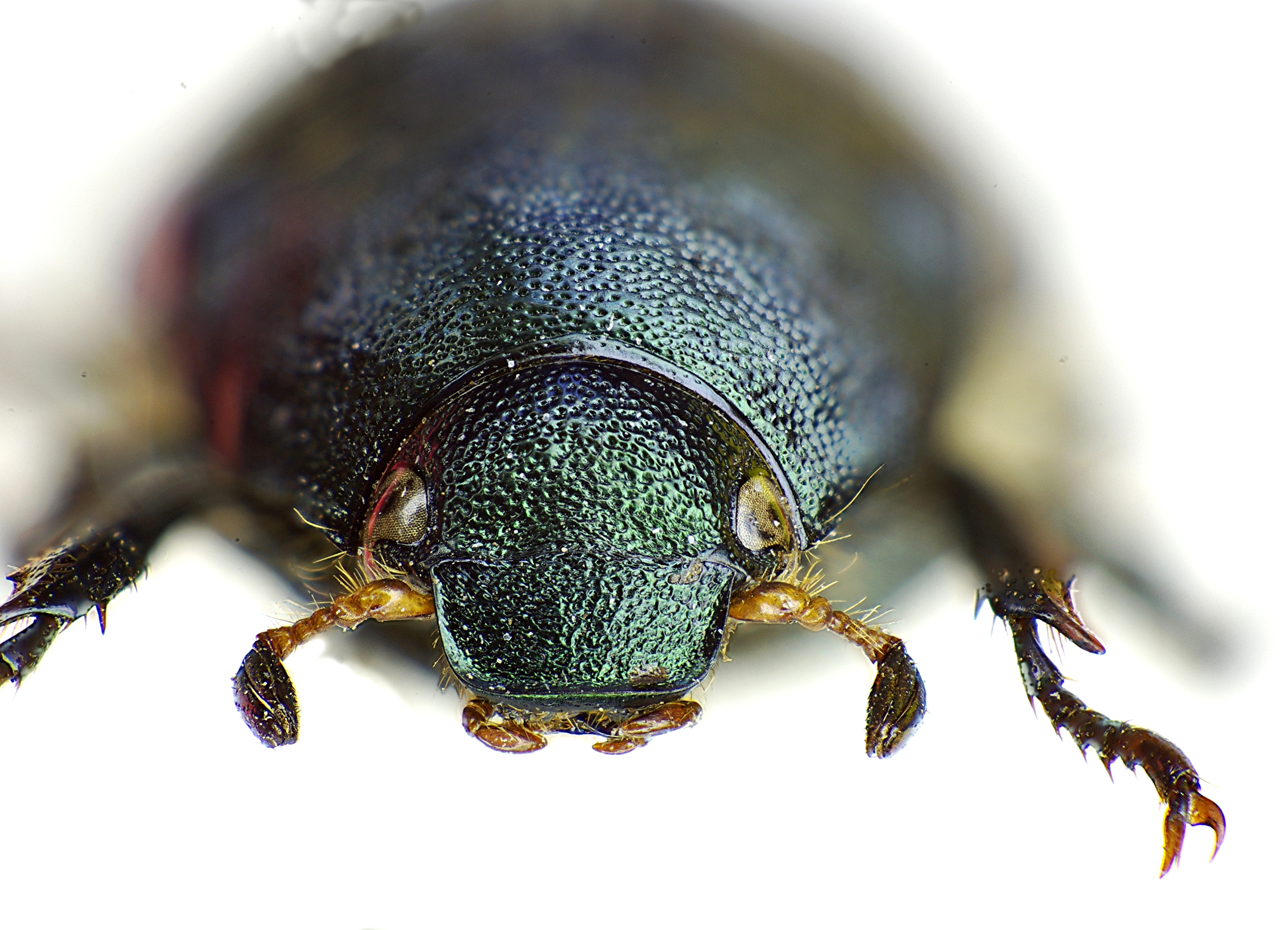
Abb. 3: Vorderansicht
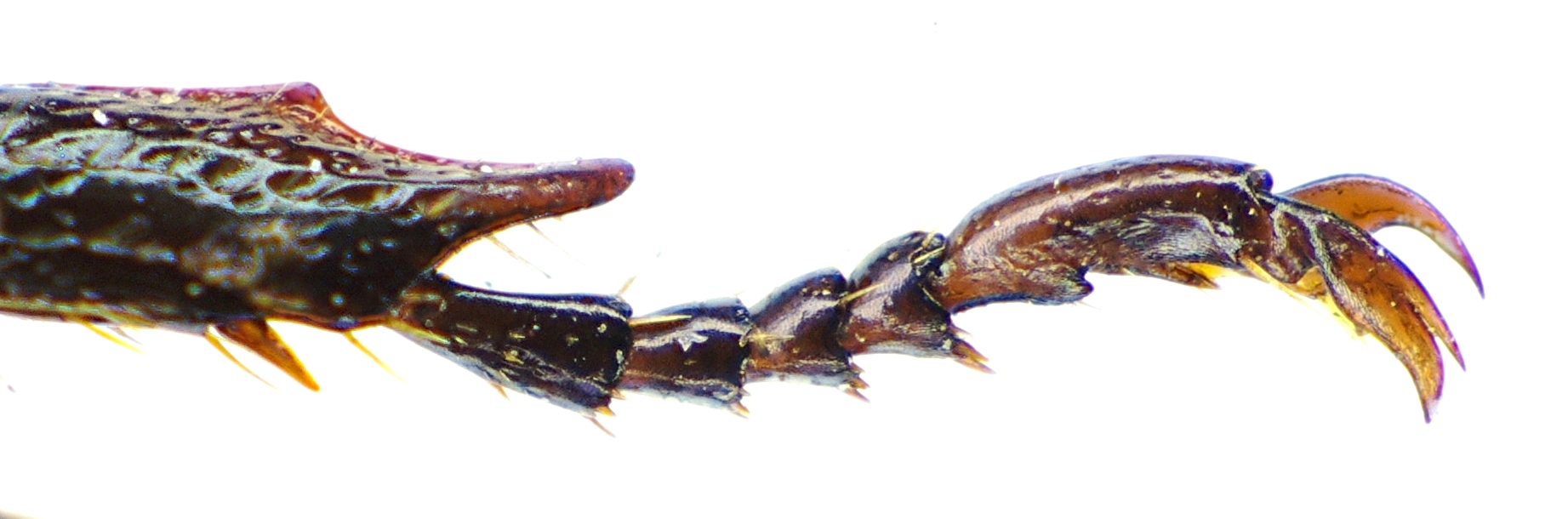
Abb. 4: Tarsus des Vorderbeins
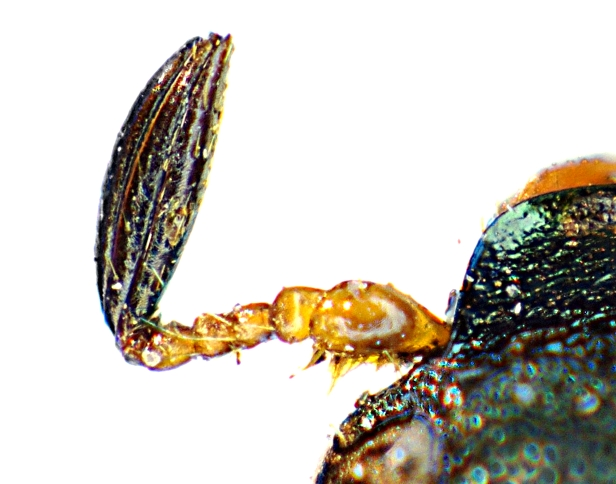
Abb. 5:  Fühler
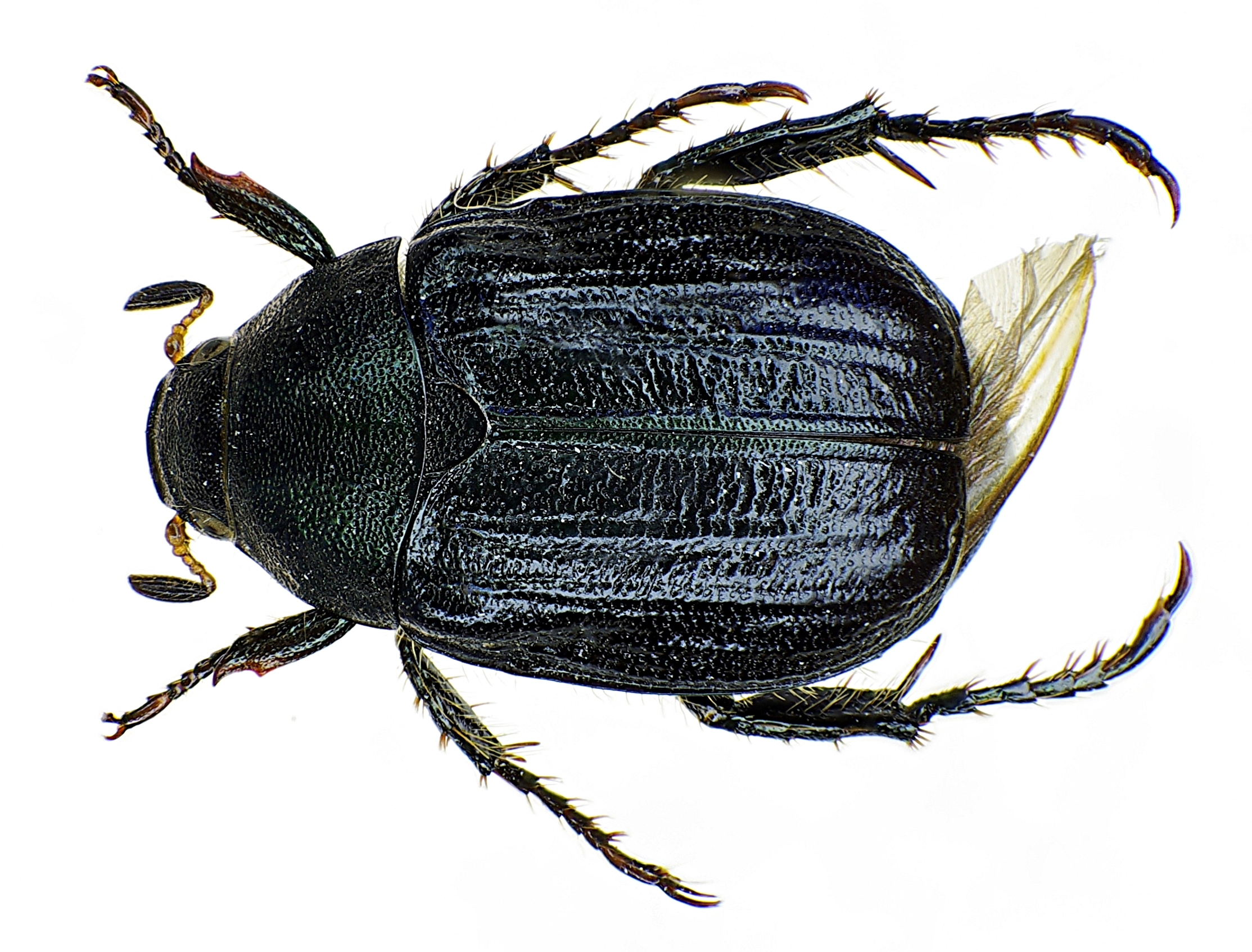
Abb. 6: Aufsicht